# ماريا دالمازو
ماريا دالمازو (بالإسبانية: Maria Dalmazzo)‏ ولدت في 5 أكتوبر/تشرين الأول من سنة 1983 بمدينة فالبارايسو بتشيلي لكنها الآن ممثلة ذات جنسية كولومبية.

## النشأة والتعليم
ولدت ماريا دالمازو في فالبارايسو بشيلي، وهي ابنة أب ذي أصول تشيلية/إيطالية وأم كولومبية، عندما كان عمرها خمس سنوات فقط انتقلت أسرتها إلى بيريرا فس كولومبيا، حيث عاشت عدة سنوات في حديقة حيوان حيث كان والدها البيطري والمقيم الرئيسي هناك، وقد درست هناك أيضا لكنها عندما بلغت الحادية عشر قررت أن تبدأ دراسة الفنون المسرحية في ما بعد-جدول الحصص، وفي نفس الوقت بدأت العمل في الإعلانات كعارضة أزياء تظهر في المجلات وهي في سن المراهقة، كما أنها بدأت الدراسة النظرية الموسيقية و أخذت الصكوك المختلفة مثل الإيتار والكمان. في عمر الرابعة عشر كانت تقوم على عملية إنتاج وكتابة المسرحيات المدرسية خاصة في فئة الدراما، وبعد ثلاث سنوات من ذلك عملت في مسرحية El Valle de las Sombras التي أخدتها في جولة وطنية.

## المسيرة المهنية
عند التخرج من المدرسة الثانوية درست الهندسة البيئية، وقبل وقت قصير من برنامج البكالوريوس قررت أن تغادر ليس فقط المدرسة ولكن أيضا المدينة ثم انتقلت إلى بوغوتا حيث أنها وبعد ثلاثة أيام من وصولها فقط كانت قد بدأت العمل في الإعلانات وعروض الأزياء وتقديم الإشهارات، كما عملت في العديد من الحملات الإعلانية في شركة كولغيت - يالموليف، نيوتروجينا، جونسون آند جونسون، لانكوم، سوني وغيرها. كما عملت مع ديزني أمريكا اللاتينية في العديد من الأفلام الوثائقية وقد كانت إحدى أهم الأصوات في كولومبيا.

## قائمة أعمالها

### الأفلام
- 2010: Apatía “Una Película de Carretera”
- 2010: Paulina
- 2009: Diástole
- 2008: A Solas

### التلفزة
- 2012: Pobres Rico
- 2011: Kdabra2
- 2010: Kdabra
- 2010: La Magia de Sofía
- 2010: A Corazón Abierto
- 2008–2009: La Sub30
- 2006–2007: Historias de Hombres Sólo Para Mujeres
- 2004: La Mujer en el Espejo
- 2002: Juan Joyita
- 2000–2005: Así es la Vida
- 2000: Programa Coctel

### المسرح
- 2007: Lujuria
- 2003: El Sardinero
- 2000–2002: El Valle de las Sombras

## وصلات خارجية
- ماريا دالمازو على موقع IMDb (الإنجليزية)

- مدونة ماريا دالمازو